# Heaven (Bryan Adams)
Heaven is een ballad geschreven door Bryan Adams en Jim Vallance. Het nummer werd voor het eerst uitgebracht in 1983 op de soundtrack van de film A Night in Heaven. Bryan Adams weigerde om het nummer tegelijk uit te brengen met de film en wachtte hiermee tot 1984. In dit jaar verscheen het nummer op zijn eigen album Reckless.

## Bryan Adams
Uiteindelijk is de single op 8 april 1985 eerst in de VS en Canada op single uitgebracht. Op 7 juli volgden Euripa, Australië, Nieuw-Zeeland en Japan.

## Achtergrond
De plaat werd wereldwijd een hit waarna het Bryan Adams zijn eerste nummer 1-single werd in thuisland Canada en in de Verenigde Staten. In het Verenigd Koninkrijk bereikte de single de 38e positie in de UK Singles Chart.
In Nederland werd de plaat veel gedraaid op Hilversum 3 werd een radiohit. Desondanks werd de  Nederlandse Top 40 niet bereikt, de plaat bleef op een 8e positie steken in de Tipparade. Wél werd de 28e positie in de Nationale Hitparade bereikt en nog net de 49e positie in de TROS Top 50. In de Europese hitlijst op Hilversum 3, de TROS Europarade, werd géén notering behaald.
In België bereikte de plaat de 29e positie in de Vlaamse Radio 2 Top 30 en de 28e in de voorloper van de Vlaamse Ultratop 50. In Wallonië werd géén notering behaald.

## Hitnoteringen

### Nationale Hitparade
| Hitnotering: 03-08-1985 t/m 24-08-1985 | Hitnotering: 03-08-1985 t/m 24-08-1985 | Hitnotering: 03-08-1985 t/m 24-08-1985 | Hitnotering: 03-08-1985 t/m 24-08-1985 | Hitnotering: 03-08-1985 t/m 24-08-1985 | Hitnotering: 03-08-1985 t/m 24-08-1985 |
| Week:                                  | 1                                      | 2                                      | 3                                      | 4                                      |                                        |
| -------------------------------------- | -------------------------------------- | -------------------------------------- | -------------------------------------- | -------------------------------------- | -------------------------------------- |
| Positie:                               | 29                                     | 28                                     | 43                                     | 46                                     | uit                                    |

### TROS Top 50
Hitnotering: #49 (2 weken).

### Vlaamse Radio 2 Top 30
| Hitnotering: 31-08-1985 | Hitnotering: 31-08-1985 | Hitnotering: 31-08-1985 |
| Week:                   | 1                       |                         |
| ----------------------- | ----------------------- | ----------------------- |
| Positie:                | 29                      | uit                     |

### NPO Radio 2 Top 2000
| Nummer met noteringen in de NPO Radio 2 Top 2000 | '00 | '01 | '02 | '03 | '04 | '05 | '06 | '07 | '08 | '09 | '10 | '11 | '12 | '13 | '14  | '15 | '16  | '17  | '18 | '19 | '20 | '21 | '22 | '23 | '24 |
| ------------------------------------------------ | --- | --- | --- | --- | --- | --- | --- | --- | --- | --- | --- | --- | --- | --- | ---- | --- | ---- | ---- | --- | --- | --- | --- | --- | --- | --- |
| Heaven                                           | 479 | 276 | 317 | 355 | 293 | 544 | 543 | 613 | 459 | 861 | 810 | 730 | 815 | 915 | 1073 | 941 | 1071 | 1029 | 929 | 882 | 754 | 853 | 810 | 898 | 915 |

1. ↑  Een vetgedrukt getal geeft de hoogste notering aan.
2. ↑  2000 was het eerste jaar met een notering voor dit nummer.

## DJ Sammy & Yanou featuring Do
Het nummer Heaven is al een aantal keer gecoverd, een van de bekendste uitvoeringen is die door DJ Sammy & Yanou featuring Do. In 2002 werd hun danceversie van het nummer een nummer 1-hit Britse UK Singles Chart en haalde een 16e plek in de Top 40, een 12e plek in de Nederlandse Single Top 100 en begin 2002 werd het Dancesmash op Radio 538. InVlaandere werd de 14e plaats in de Ultratop 50 gehaald.

### Hitnoteringen

#### Nederlandse Top 40
| Hitnotering: 09-02-2002 t/m 25-05-2002 | Hitnotering: 09-02-2002 t/m 25-05-2002 | Hitnotering: 09-02-2002 t/m 25-05-2002 | Hitnotering: 09-02-2002 t/m 25-05-2002 | Hitnotering: 09-02-2002 t/m 25-05-2002 | Hitnotering: 09-02-2002 t/m 25-05-2002 | Hitnotering: 09-02-2002 t/m 25-05-2002 | Hitnotering: 09-02-2002 t/m 25-05-2002 | Hitnotering: 09-02-2002 t/m 25-05-2002 | Hitnotering: 09-02-2002 t/m 25-05-2002 | Hitnotering: 09-02-2002 t/m 25-05-2002 | Hitnotering: 09-02-2002 t/m 25-05-2002 | Hitnotering: 09-02-2002 t/m 25-05-2002 | Hitnotering: 09-02-2002 t/m 25-05-2002 | Hitnotering: 09-02-2002 t/m 25-05-2002 | Hitnotering: 09-02-2002 t/m 25-05-2002 | Hitnotering: 09-02-2002 t/m 25-05-2002 | Hitnotering: 09-02-2002 t/m 25-05-2002 |
| Week:                                  | 1                                      | 2                                      | 3                                      | 4                                      | 5                                      | 6                                      | 7                                      | 8                                      | 9                                      | 10                                     | 11                                     | 12                                     | 13                                     | 14                                     | 15                                     | 16                                     |                                        |
| -------------------------------------- | -------------------------------------- | -------------------------------------- | -------------------------------------- | -------------------------------------- | -------------------------------------- | -------------------------------------- | -------------------------------------- | -------------------------------------- | -------------------------------------- | -------------------------------------- | -------------------------------------- | -------------------------------------- | -------------------------------------- | -------------------------------------- | -------------------------------------- | -------------------------------------- | -------------------------------------- |
| Positie:                               | 34                                     | 24                                     | 24                                     | 29                                     | 19                                     | 18                                     | 17                                     | 21                                     | 16                                     | 18                                     | 25                                     | 25                                     | 22                                     | 31                                     | 29                                     | 31                                     | uit                                    |

#### NederlandseSingle Top 100
| Hitnotering: 26-01-2002 t/m 01-06-2002 | Hitnotering: 26-01-2002 t/m 01-06-2002 | Hitnotering: 26-01-2002 t/m 01-06-2002 | Hitnotering: 26-01-2002 t/m 01-06-2002 | Hitnotering: 26-01-2002 t/m 01-06-2002 | Hitnotering: 26-01-2002 t/m 01-06-2002 | Hitnotering: 26-01-2002 t/m 01-06-2002 | Hitnotering: 26-01-2002 t/m 01-06-2002 | Hitnotering: 26-01-2002 t/m 01-06-2002 | Hitnotering: 26-01-2002 t/m 01-06-2002 | Hitnotering: 26-01-2002 t/m 01-06-2002 | Hitnotering: 26-01-2002 t/m 01-06-2002 | Hitnotering: 26-01-2002 t/m 01-06-2002 | Hitnotering: 26-01-2002 t/m 01-06-2002 | Hitnotering: 26-01-2002 t/m 01-06-2002 | Hitnotering: 26-01-2002 t/m 01-06-2002 | Hitnotering: 26-01-2002 t/m 01-06-2002 | Hitnotering: 26-01-2002 t/m 01-06-2002 | Hitnotering: 26-01-2002 t/m 01-06-2002 | Hitnotering: 26-01-2002 t/m 01-06-2002 | Hitnotering: 26-01-2002 t/m 01-06-2002 |
| Week:                                  | 1                                      | 2                                      | 3                                      | 4                                      | 5                                      | 6                                      | 7                                      | 8                                      | 9                                      | 10                                     | 11                                     | 12                                     | 13                                     | 14                                     | 15                                     | 16                                     | 17                                     | 18                                     | 19                                     |                                        |
| -------------------------------------- | -------------------------------------- | -------------------------------------- | -------------------------------------- | -------------------------------------- | -------------------------------------- | -------------------------------------- | -------------------------------------- | -------------------------------------- | -------------------------------------- | -------------------------------------- | -------------------------------------- | -------------------------------------- | -------------------------------------- | -------------------------------------- | -------------------------------------- | -------------------------------------- | -------------------------------------- | -------------------------------------- | -------------------------------------- | -------------------------------------- |
| Positie:                               | 59                                     | 50                                     | 36                                     | 26                                     | 19                                     | 15                                     | 12                                     | 14                                     | 14                                     | 19                                     | 19                                     | 24                                     | 32                                     | 37                                     | 52                                     | 59                                     | 67                                     | 73                                     | 81                                     | uit                                    |

#### VlaamseUltratop 50
| Hitnotering: 23-03-2002 t/m 25-05-2002 | Hitnotering: 23-03-2002 t/m 25-05-2002 | Hitnotering: 23-03-2002 t/m 25-05-2002 | Hitnotering: 23-03-2002 t/m 25-05-2002 | Hitnotering: 23-03-2002 t/m 25-05-2002 | Hitnotering: 23-03-2002 t/m 25-05-2002 | Hitnotering: 23-03-2002 t/m 25-05-2002 | Hitnotering: 23-03-2002 t/m 25-05-2002 | Hitnotering: 23-03-2002 t/m 25-05-2002 | Hitnotering: 23-03-2002 t/m 25-05-2002 | Hitnotering: 23-03-2002 t/m 25-05-2002 | Hitnotering: 23-03-2002 t/m 25-05-2002 |
| Week:                                  | 1                                      | 2                                      | 3                                      | 4                                      | 5                                      | 6                                      | 7                                      | 8                                      | 9                                      | 10                                     |                                        |
| -------------------------------------- | -------------------------------------- | -------------------------------------- | -------------------------------------- | -------------------------------------- | -------------------------------------- | -------------------------------------- | -------------------------------------- | -------------------------------------- | -------------------------------------- | -------------------------------------- | -------------------------------------- |
| Positie:                               | 41                                     | 16                                     | 15                                     | 14                                     | 15                                     | 14                                     | 18                                     | 24                                     | 29                                     | 41                                     | uit                                    |

## DJ Sammy & Yanou featuring Do (Remix versie)
Eind 2002 maakte ze ook een romantische pianoversie, de Candlelight mix genaamd. Die uitvoering werd in zowel Nederland als Vlaanderen een grotere hit dan de dance-versie en behaalde zowel in de Nederlandse Single Top 100 als de Vlaamse Ultratop 50 een vierde plaats.

### Hitnoteringen

#### Nederlandse Top 40
| Hitnotering: 11-01-2003 t/m 05-04-2003 | Hitnotering: 11-01-2003 t/m 05-04-2003 | Hitnotering: 11-01-2003 t/m 05-04-2003 | Hitnotering: 11-01-2003 t/m 05-04-2003 | Hitnotering: 11-01-2003 t/m 05-04-2003 | Hitnotering: 11-01-2003 t/m 05-04-2003 | Hitnotering: 11-01-2003 t/m 05-04-2003 | Hitnotering: 11-01-2003 t/m 05-04-2003 | Hitnotering: 11-01-2003 t/m 05-04-2003 | Hitnotering: 11-01-2003 t/m 05-04-2003 | Hitnotering: 11-01-2003 t/m 05-04-2003 | Hitnotering: 11-01-2003 t/m 05-04-2003 | Hitnotering: 11-01-2003 t/m 05-04-2003 | Hitnotering: 11-01-2003 t/m 05-04-2003 | Hitnotering: 11-01-2003 t/m 05-04-2003 |
| Week:                                  | 1                                      | 2                                      | 3                                      | 4                                      | 5                                      | 6                                      | 7                                      | 8                                      | 9                                      | 10                                     | 11                                     | 12                                     | 13                                     |                                        |
| -------------------------------------- | -------------------------------------- | -------------------------------------- | -------------------------------------- | -------------------------------------- | -------------------------------------- | -------------------------------------- | -------------------------------------- | -------------------------------------- | -------------------------------------- | -------------------------------------- | -------------------------------------- | -------------------------------------- | -------------------------------------- | -------------------------------------- |
| Positie:                               | 21                                     | 11                                     | 5                                      | 5                                      | 5                                      | 7                                      | 8                                      | 15                                     | 17                                     | 17                                     | 19                                     | 22                                     | 38                                     | uit                                    |

#### NederlandseSingle Top 100
| Hitnotering: 04-01-2003 t/m 17-05-2003 | Hitnotering: 04-01-2003 t/m 17-05-2003 | Hitnotering: 04-01-2003 t/m 17-05-2003 | Hitnotering: 04-01-2003 t/m 17-05-2003 | Hitnotering: 04-01-2003 t/m 17-05-2003 | Hitnotering: 04-01-2003 t/m 17-05-2003 | Hitnotering: 04-01-2003 t/m 17-05-2003 | Hitnotering: 04-01-2003 t/m 17-05-2003 | Hitnotering: 04-01-2003 t/m 17-05-2003 | Hitnotering: 04-01-2003 t/m 17-05-2003 | Hitnotering: 04-01-2003 t/m 17-05-2003 | Hitnotering: 04-01-2003 t/m 17-05-2003 | Hitnotering: 04-01-2003 t/m 17-05-2003 | Hitnotering: 04-01-2003 t/m 17-05-2003 | Hitnotering: 04-01-2003 t/m 17-05-2003 | Hitnotering: 04-01-2003 t/m 17-05-2003 | Hitnotering: 04-01-2003 t/m 17-05-2003 | Hitnotering: 04-01-2003 t/m 17-05-2003 | Hitnotering: 04-01-2003 t/m 17-05-2003 | Hitnotering: 04-01-2003 t/m 17-05-2003 | Hitnotering: 04-01-2003 t/m 17-05-2003 | Hitnotering: 04-01-2003 t/m 17-05-2003 |
| Week:                                  | 1                                      | 2                                      | 3                                      | 4                                      | 5                                      | 6                                      | 7                                      | 8                                      | 9                                      | 10                                     | 11                                     | 12                                     | 13                                     | 14                                     | 15                                     | 16                                     | 17                                     | 18                                     | 19                                     | 20                                     |                                        |
| -------------------------------------- | -------------------------------------- | -------------------------------------- | -------------------------------------- | -------------------------------------- | -------------------------------------- | -------------------------------------- | -------------------------------------- | -------------------------------------- | -------------------------------------- | -------------------------------------- | -------------------------------------- | -------------------------------------- | -------------------------------------- | -------------------------------------- | -------------------------------------- | -------------------------------------- | -------------------------------------- | -------------------------------------- | -------------------------------------- | -------------------------------------- | -------------------------------------- |
| Positie:                               | 25                                     | 19                                     | 6                                      | 4                                      | 7                                      | 9                                      | 6                                      | 7                                      | 12                                     | 16                                     | 25                                     | 44                                     | 51                                     | 62                                     | 67                                     | 69                                     | 70                                     | 68                                     | 72                                     | 79                                     | uit                                    |

#### VlaamseUltratop 50
| Hitnotering: 15-02-2003 t/m 24-05-2003 | Hitnotering: 15-02-2003 t/m 24-05-2003 | Hitnotering: 15-02-2003 t/m 24-05-2003 | Hitnotering: 15-02-2003 t/m 24-05-2003 | Hitnotering: 15-02-2003 t/m 24-05-2003 | Hitnotering: 15-02-2003 t/m 24-05-2003 | Hitnotering: 15-02-2003 t/m 24-05-2003 | Hitnotering: 15-02-2003 t/m 24-05-2003 | Hitnotering: 15-02-2003 t/m 24-05-2003 | Hitnotering: 15-02-2003 t/m 24-05-2003 | Hitnotering: 15-02-2003 t/m 24-05-2003 | Hitnotering: 15-02-2003 t/m 24-05-2003 | Hitnotering: 15-02-2003 t/m 24-05-2003 | Hitnotering: 15-02-2003 t/m 24-05-2003 | Hitnotering: 15-02-2003 t/m 24-05-2003 | Hitnotering: 15-02-2003 t/m 24-05-2003 | Hitnotering: 15-02-2003 t/m 24-05-2003 |
| Week:                                  | 1                                      | 2                                      | 3                                      | 4                                      | 5                                      | 6                                      | 7                                      | 8                                      | 9                                      | 10                                     | 11                                     | 12                                     | 13                                     | 14                                     | 15                                     |                                        |
| -------------------------------------- | -------------------------------------- | -------------------------------------- | -------------------------------------- | -------------------------------------- | -------------------------------------- | -------------------------------------- | -------------------------------------- | -------------------------------------- | -------------------------------------- | -------------------------------------- | -------------------------------------- | -------------------------------------- | -------------------------------------- | -------------------------------------- | -------------------------------------- | -------------------------------------- |
| Positie:                               | 30                                     | 21                                     | 14                                     | 9                                      | 10                                     | 6                                      | 4                                      | 7                                      | 6                                      | 8                                      | 11                                     | 12                                     | 23                                     | 37                                     | 46                                     | uit                                    |

### VlaamseRadio 2 Top 30
| Hitnotering: 15-02-2003 t/m 17-05-2003 | Hitnotering: 15-02-2003 t/m 17-05-2003 | Hitnotering: 15-02-2003 t/m 17-05-2003 | Hitnotering: 15-02-2003 t/m 17-05-2003 | Hitnotering: 15-02-2003 t/m 17-05-2003 | Hitnotering: 15-02-2003 t/m 17-05-2003 | Hitnotering: 15-02-2003 t/m 17-05-2003 | Hitnotering: 15-02-2003 t/m 17-05-2003 | Hitnotering: 15-02-2003 t/m 17-05-2003 | Hitnotering: 15-02-2003 t/m 17-05-2003 | Hitnotering: 15-02-2003 t/m 17-05-2003 | Hitnotering: 15-02-2003 t/m 17-05-2003 | Hitnotering: 15-02-2003 t/m 17-05-2003 | Hitnotering: 15-02-2003 t/m 17-05-2003 | Hitnotering: 15-02-2003 t/m 17-05-2003 | Hitnotering: 15-02-2003 t/m 17-05-2003 |
| Week:                                  | 1                                      | 2                                      | 3                                      | 4                                      | 5                                      | 6                                      | 7                                      | 8                                      | 9                                      | 10                                     | 11                                     | 12                                     | 13                                     | 14                                     |                                        |
| -------------------------------------- | -------------------------------------- | -------------------------------------- | -------------------------------------- | -------------------------------------- | -------------------------------------- | -------------------------------------- | -------------------------------------- | -------------------------------------- | -------------------------------------- | -------------------------------------- | -------------------------------------- | -------------------------------------- | -------------------------------------- | -------------------------------------- | -------------------------------------- |
| Positie:                               | 20                                     | 13                                     | 9                                      | 6                                      | 7                                      | 6                                      | 4                                      | 6                                      | 5                                      | 6                                      | 7                                      | 8                                      | 17                                     | 22                                     | uit                                    |

## Do
Gelijktijdig met de remixversie van DJ Sammy en Yanou maakte Dominique van Hulst, beter bekend als zangeres Do, een akoestische versie van het nummer Heaven. In de Nederlandse Top 40 bereikte het de tiende plaats. In de Nederlandse Single Top 100 kwam de single op nummer 4 terecht, even hoog als de remixversie met DJ Sammy & Yanou. De akoestische versie van Do kwam net als de originele versie van Bryan Adams terecht in de Radio 2 Top 2000.

### Hitnoteringen

#### Nederlandse Top 40
| Hitnotering: 25-01-2003 t/m 19-04-2003 | Hitnotering: 25-01-2003 t/m 19-04-2003 | Hitnotering: 25-01-2003 t/m 19-04-2003 | Hitnotering: 25-01-2003 t/m 19-04-2003 | Hitnotering: 25-01-2003 t/m 19-04-2003 | Hitnotering: 25-01-2003 t/m 19-04-2003 | Hitnotering: 25-01-2003 t/m 19-04-2003 | Hitnotering: 25-01-2003 t/m 19-04-2003 | Hitnotering: 25-01-2003 t/m 19-04-2003 | Hitnotering: 25-01-2003 t/m 19-04-2003 | Hitnotering: 25-01-2003 t/m 19-04-2003 | Hitnotering: 25-01-2003 t/m 19-04-2003 | Hitnotering: 25-01-2003 t/m 19-04-2003 | Hitnotering: 25-01-2003 t/m 19-04-2003 | Hitnotering: 25-01-2003 t/m 19-04-2003 |
| Week:                                  | 1                                      | 2                                      | 3                                      | 4                                      | 5                                      | 6                                      | 7                                      | 8                                      | 9                                      | 10                                     | 11                                     | 12                                     | 13                                     |                                        |
| -------------------------------------- | -------------------------------------- | -------------------------------------- | -------------------------------------- | -------------------------------------- | -------------------------------------- | -------------------------------------- | -------------------------------------- | -------------------------------------- | -------------------------------------- | -------------------------------------- | -------------------------------------- | -------------------------------------- | -------------------------------------- | -------------------------------------- |
| Positie:                               | 28                                     | 29                                     | 26                                     | 17                                     | 13                                     | 10                                     | 10                                     | 14                                     | 14                                     | 20                                     | 23                                     | 29                                     | 35                                     | uit                                    |

#### NederlandseSingle Top 100
| Hitnotering: 04-01-2003 t/m 28-06-2003 | Hitnotering: 04-01-2003 t/m 28-06-2003 | Hitnotering: 04-01-2003 t/m 28-06-2003 | Hitnotering: 04-01-2003 t/m 28-06-2003 | Hitnotering: 04-01-2003 t/m 28-06-2003 | Hitnotering: 04-01-2003 t/m 28-06-2003 | Hitnotering: 04-01-2003 t/m 28-06-2003 | Hitnotering: 04-01-2003 t/m 28-06-2003 | Hitnotering: 04-01-2003 t/m 28-06-2003 | Hitnotering: 04-01-2003 t/m 28-06-2003 | Hitnotering: 04-01-2003 t/m 28-06-2003 | Hitnotering: 04-01-2003 t/m 28-06-2003 | Hitnotering: 04-01-2003 t/m 28-06-2003 | Hitnotering: 04-01-2003 t/m 28-06-2003 | Hitnotering: 04-01-2003 t/m 28-06-2003 |
| Week:                                  | 1                                      | 2                                      | 3                                      | 4                                      | 5                                      | 6                                      | 7                                      | 8                                      | 9                                      | 10                                     | 11                                     | 12                                     | 13                                     | 14                                     |
| -------------------------------------- | -------------------------------------- | -------------------------------------- | -------------------------------------- | -------------------------------------- | -------------------------------------- | -------------------------------------- | -------------------------------------- | -------------------------------------- | -------------------------------------- | -------------------------------------- | -------------------------------------- | -------------------------------------- | -------------------------------------- | -------------------------------------- |
| Positie:                               | 76                                     | 49                                     | 35                                     | 17                                     | 16                                     | 12                                     | 8                                      | 6                                      | 6                                      | 4                                      | 5                                      | 4                                      | 9                                      | 11                                     |
| Week:                                  | 15                                     | 16                                     | 17                                     | 18                                     | 19                                     | 20                                     | 21                                     | 22                                     | 23                                     | 24                                     | 25                                     | 26                                     |                                        |                                        |
| Positie:                               | 17                                     | 20                                     | 29                                     | 28                                     | 32                                     | 30                                     | 33                                     | 39                                     | 59                                     | 69                                     | 73                                     | 82                                     | uit                                    |                                        |

#### NPO Radio 2 Top 2000
| Nummer met noteringen in de NPO Radio 2 Top 2000 | '06  | '07  | '08  | '09  | '10  | '11  | '12  |
| ------------------------------------------------ | ---- | ---- | ---- | ---- | ---- | ---- | ---- |
| Heaven                                           | 1055 | 1248 | 1798 | 1749 | 1869 | 1599 | 1925 |

1. ↑  Een vetgedrukt getal geeft de hoogste notering aan.
2. ↑  2006 was het eerste jaar met een notering voor dit nummer.
3. ↑  Deze tabel is bijgewerkt tot en met de laatste editie (2024).

## Wouter Vink
In de vierde liveshow van tweede seizoen van The voice of Holland zong Wouter Vink op 23 december 2011 het nummer Heaven. Na de uitzending was het nummer gelijk verkrijgbaar als download. Hierdoor kwam de single een week later op nummer 71 binnen in de Nederlandse Single Top 100.

### Hitnotering

#### NederlandseSingle Top 100
| Hitnotering: 31-12-2011 | Hitnotering: 31-12-2011 | Hitnotering: 31-12-2011 |
| Week:                   | 1                       |                         |
| ----------------------- | ----------------------- | ----------------------- |
| Positie:                | 71                      | uit                     |